# Los siete de Portland
Los Siete de Portland fue una célula integrada pormusulmanes estadounidenses del área metropolitana de Portland, Oregón, arrestados en octubre de 2002 como parte de una operación del FBI que rastreaba al grupo. Los siete intentaban unirse a las fuerzas de Al Qaeda en su lucha contra el ejército Estados Unidos y las fuerzas de la coalición en Afganistán, o ayudar en ese intento.
Inicialmente conocidos como "Los Seis de Portland", Patrice Lumumba Ford, Jeffrey Leon Battle, October Martinique Lewis (exesposa de Battle), Muhammad Ibrahim Bilal y Habis Abdulla al Saoub formaban los seis miembros arrestados en octubre de 2002. En abril de 2003, Maher "Mike" Hawash fue arrestado y el nombre pasó a ser los "Siete de Portland".
Los miembros de los Siete de Portland "fueron todos nombrados en la acusación sustitutiva de 15 cargos que incluían  cargos de conspiración para proporcionar apoyo material y recursos de al Qaeda, conspiración para contribuir con servicios a al Qaeda y los Talibanes, conspiración para poseer y disparar armas de fuego con el fin de cometer delitos violentos, posesión de armas de fuego con el fin de cometer delitos violentos y blanqueo de dinero".

## Trasfondo
El 29 de septiembre de 2001, Battle, Ford y al Saoub fueron descubiertos mientras practicaban tiro en una gravera, en el condado de Skamania, Washington, cerca de Washougal. También estuvo presente Ali Khalid Steitiye, quien no fue acusado de terrorismo como miembro de los Siete de Portland, pero fue acusado por separado de otros delitos.
El grupo fue descubierto por el ayudante del sheriff Mark Mercer, quien actuaba siguiendo un aviso de un vecino que había escuchado disparos en el pozo. El oficial Mercer dejó ir a los hombres después de tomar sus nombres y reportó el incidente al FBI. Battle fue grabado en una conversación grabada en secreto que indicaba que habían considerado matar al ayudante Mercer cuando se enfrentaron: "Estábamos allí haciéndolo explotar... Lo estábamos iluminando... [N]os lo miramos como adoración. porque nuestras intenciones eran aprender a disparar. Y se acercó un policía y dijo: oye... no entiendes lo cerca que lo iban a reventar... sí, lo íbamos a reventar". Más tarde, Battle indicó que habían optado por no matar al oficial porque parecía "cool".  Battle, Ford y al Saoub se convirtieron en el núcleo de los "Siete de Portland".
Según la acusación, el 17 de octubre de 2001, Battle y al Saoub volaron desde el Aeropuerto Internacional de Portland en ruta a Afganistán. El 20 de octubre de 2001, Ford y los dos Bilal también tomaron la misma ruta para salir de Estados Unidos. Entre octubre de 2001 y enero de 2002, Lewis transfirió una serie de giros postales a Battle en China y Bangladesh, y en noviembre de 2001 y enero de 2002, Ford transfirió dinero a al Saoub en China. Ford regresó a los EE. UU. el 19 de noviembre de 2001 o alrededor de esa fecha. M. Bilal regresó a los EE. UU. el 24 de diciembre de 2001 o alrededor de esa fecha. En enero de 2002, Battle fue dado de baja administrativamente del ejército. Battle también regresó a los EE. UU. alrededor del 5 de febrero de 2002.
Los seis miembros masculinos del grupo viajaron a China a principios de 2002, con la intención de entrar en Afganistán para ayudar a los talibanes. Al carecer de visas y otra documentación, fueron rechazados y todos, excepto al Saoub, regresaron nuevamente a los Estados Unidos.
El jueves 3 de octubre de 2002, un gran jurado federal en el Tribunal de Distrito de los Estados Unidos para el Distrito de Oregón, en Portland, Oregón, acusó a Battle, Ford, los dos Bilal, al Saoub y Lewis. El 4 de octubre de 2002, el FBI en Portland, Oregón, anunció el arresto de cuatro de los seis originales acusados de ayudar y, en algunos casos, intentar unirse a combatientes de Al Qaeda. Battle, Ford y Lewis fueron arrestados esa mañana en Portland. Muhammad Bilal fue arrestado al mismo tiempo por el FBI en Dearborn, Míchigan. Los dos restantes, Ahmed Bilal y al Saoub, fueron considerados fugitivos. Steitiye también fue nombrado por el FBI como cómplice no acusado.
Ali Khalid Steitiye fue condenado en 2002 por armas de fuego, fraude y cargos de inmigración y testificó contra los demás en 2004, como parte de un acuerdo de culpabilidad en un cargo de posesión de armas.

## Destino de los miembros
Habis al Saoub se unió a una célula de Al Qaeda y fue asesinado por fuerzas de pakistaníes en octubre de 2003. Ford y Battle están cumpliendo sentencias de 19 años cada uno. Lewis fue sentenciado a tres años de prisión. Muhammad Bilal recibió una sentencia de ocho años y Ahmed Bilal recibió una sentencia de diez años. Hawash fue sentenciado a siete años y salió de prisión a principios de 2009.
Un informe de NPR de 2011 afirmó que algunas de las personas asociadas con el grupo fueron encarceladas en una Unidad de Gestión de Comunicaciones altamente restrictiva.